# Henicocoris monteithi
Henicocoris monteithi är en insektsart som beskrevs av Woodward 1968. Henicocoris monteithi ingår i släktet Henicocoris och familjen Henicocoridae. Inga underarter finns listade i Catalogue of Life.